# Garnotia st-johnii
Garnotia st-johnii är en gräsart som beskrevs av John William Moore. Garnotia st-johnii ingår i släktet Garnotia och familjen gräs. Inga underarter finns listade i Catalogue of Life.